# Karlík
Karlík är en ort i Tjeckien.   Den ligger i regionen Mellersta Böhmen, i den centrala delen av landet, 20 km sydväst om huvudstaden Prag. Karlík ligger 214 meter över havet och antalet invånare är 329.
Terrängen runt Karlík är kuperad söderut, men norrut är den platt. Karlík ligger nere i en dal. Runt Karlík är det ganska tätbefolkat, med 52 invånare per kvadratkilometer. Närmaste större samhälle är Modřany, 13,6 km nordost om Karlík. Trakten runt Karlík består till största delen av jordbruksmark.